# دانشگاه مسیحی اوکلاهما
دانشگاه مسیحی اوکلاهما (OC) یک دانشگاه مسیحی خصوصی در شهر اوکلاهما است. این مؤسسه در سال ۱۹۵۰ توسط اعضای کلیساهای مسیح تأسیس شد. در دهه ۱۹۹۰، مدرسه بخش‌های آکادمیک خود را به کالج‌های جداگانه تغییر ساختار داد و نام مؤسسه ابتدا به دانشگاه علوم و هنر مسیحی اوکلاهما در سال ۱۹۹۰ تغییر کرد، قبل از اینکه در سال ۱۹۹۶ به دانشگاه مسیحی اوکلاهما کوتاه شود.